# 1890年美国人口普查

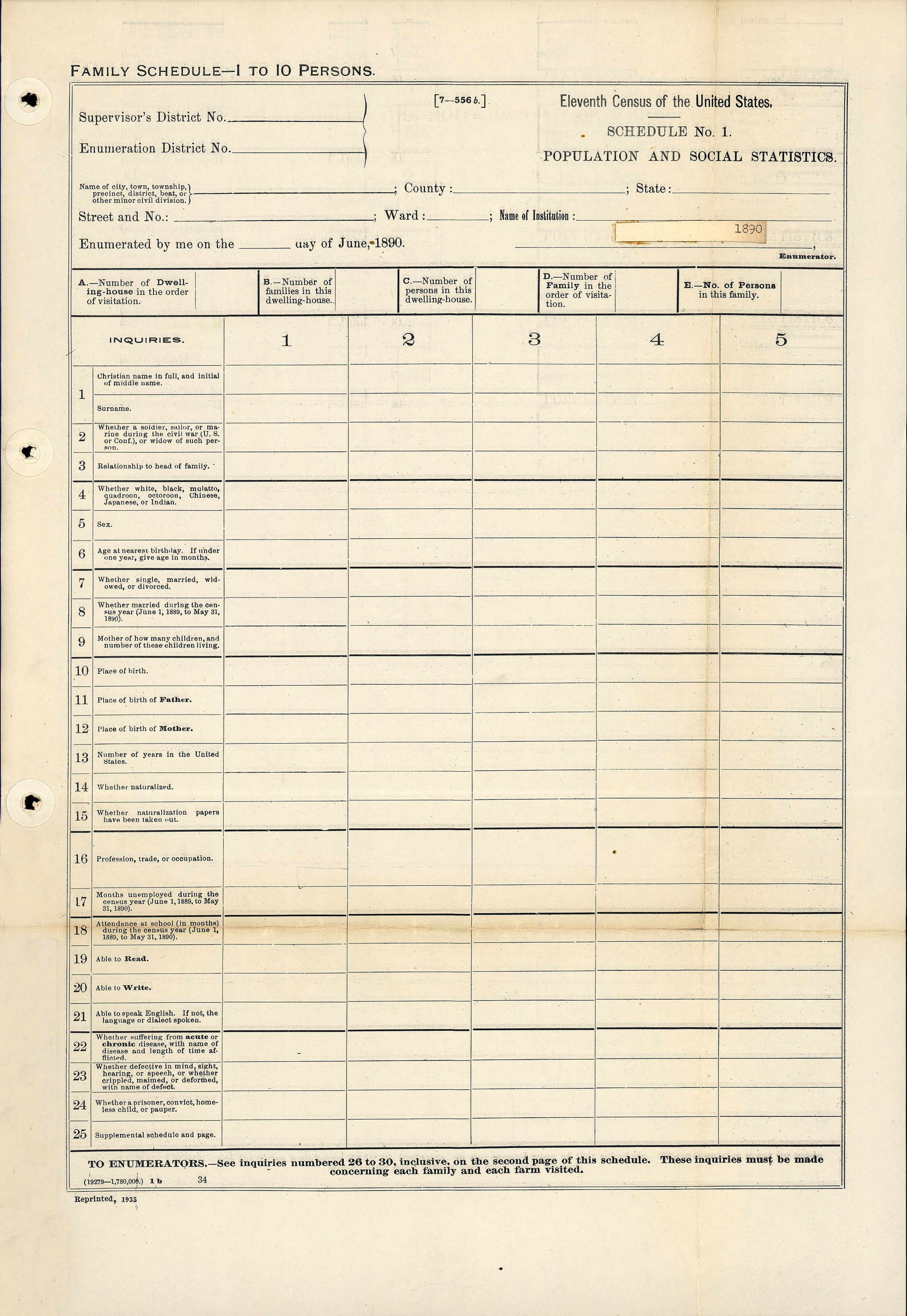
1890年美国人口普查问卷

1890年美国人口普查（英語：1890 United States Census）以1890年6月2日为普查日，它确定美国常住人口为62，979，766人，比1880年人口普查时统计的50，189，209人增加了25.5%。这些数据是第一次用机器制表。数据表明，人口的分布导致了美国边境的消失。大多数的1890年人口普查资料在1921年的一场大火中被摧毁了，只有阿拉巴马州、佐治亚州、伊利诺伊州、明尼苏达州、新泽西州、纽约州、北卡罗来纳州、俄亥俄州、南达科他州、得克萨斯州和哥伦比亚特区部分数据幸免于难。
这是第一次人口普查中大多数州份记录了超过100万的人口，也是第一次，多个城市——纽约、芝加哥和费城——记录了超过100万的人口。人口普查还发现，芝加哥的排名上升至全国第二多的城市，这一排名将持续到1990年洛杉矶（当时排名第57位）取代芝加哥。

## 基本信息
1890年的人口普查收集所有受访者以下信息：
- 地址
- 該房屋內的家庭数目
- 該房屋內居住人口
- 姓名
- 是不是南北战争幸存軍人或其遺孀
- 與一家之主的关系
- 种族。描述为白人、黑人、黑白混血儿、四分一黑人、八分一黑人、華人、日本人或印第安人
- 性别
- 年龄
- 婚姻状况
- 结婚年份
- 如是母亲，孩子數目及在世孩子數目
- 出生地点和他们的父亲、母亲
- 如果出生在国外，已经在美国居住多少年
- 是否归化
- 有否出示歸化文件
- 职业、行业
- 在普查年失业了多少個月
- 读写能力
- 英语口语能力，如果不会英语，懂得哪种语言或方言
- 是否患了急性或慢性疾病，如有，疾病的名称和患病时间
- 是否有缺陷，视觉、听觉或讲话，致残或畸形
- 是否囚犯、被定罪者、无家可归的孩子，或者乞丐
- 房屋是租賃還是家人擁有，如是後者，是否被抵押
- 如果是农民，是佃農还是农场拥有者

## 相关情况

### 方法
1890年的人口普查第一次使用赫尔曼·何乐礼发明的打孔卡制表机进行汇编。数据被加入了一个机器可读的媒介，穿孔卡片。此发明使得处理人口普查所需的时间从1880年人口普查的8年缩短到1890年人口普查的6年。

### 重大发现
1890年美国人口普查显示，共有248253名印第安人住在美国，和1850年人口普查中确认的400764名美洲原住民对比，已经严重下降。
1890年的人口普查宣布，美国旧西部已不复存在。美国普查局将不再跟踪美国人口的向西迁移。这促使弗雷德里克·杰克逊·特纳发展他的《前沿论文》。

## 各州人口
| 排名 | 州份               | 人口      |
| ---- | ------------------ | --------- |
| 01   | 纽约州             | 6,003,174 |
| 02   | 賓夕法尼亞州       | 5,258,113 |
| 03   | 伊利诺伊州         | 3,826,352 |
| 04   | 俄亥俄州           | 3,672,329 |
| 05   | 密苏里州           | 2,679,185 |
| 06   | 马萨诸塞州         | 2,238,947 |
| 07   | 德克萨斯州         | 2,235,527 |
| 08   | 印第安纳州         | 2,192,404 |
| 09   | 密西根州           | 2,093,890 |
| 10   |                    | 1,912,297 |
| 11   | 肯塔基州           | 1,858,635 |
| 12   | 佐治亞州           | 1,837,353 |
| 13   | 田纳西州           | 1,767,518 |
| 14   | 威斯康星州         | 1,693,330 |
| 15   |                    | 1,655,980 |
| 16   | 北卡罗来纳州       | 1,617,949 |
| 17   | 亚拉巴马州         | 1,513,401 |
| 18   | 新泽西州           | 1,444,933 |
| 19   | 堪萨斯州           | 1,428,108 |
| 20   | 明尼苏达州         | 1,310,283 |
| 21   | 密西西比州         | 1,289,600 |
| 22   | 加利福尼亚州       | 1,213,398 |
| 23   | 南卡罗来纳州       | 1,151,149 |
| 24   | 阿肯色州           | 1,128,211 |
| 25   | 路易斯安那州       | 1,118,588 |
| 26   | 内布拉斯加州       | 1,062,656 |
| 27   | 馬里蘭州           | 1,042,390 |
| 28   | 西弗吉尼亚州       | 762,794   |
| 29   | 康涅狄格州         | 746,258   |
| 30   | 缅因州             | 661,086   |
| 31   | 科罗拉多州         | 413,249   |
| 32   | 佛罗里达州         | 391,422   |
| 33   | 新罕布什尔州       | 376,530   |
| 34   | 华盛顿州           | 357,232   |
| 35   | 南达科他州         | 348,600   |
| 36   | 罗得岛州           | 345,506   |
| 37   | 佛蒙特州           | 332,422   |
| 38   | 俄勒冈州           | 317,704   |
| X    | 奧克拉荷馬州       | 258,657   |
| X    | 華盛頓哥倫比亞特區 | 230,392   |
| X    | 猶他領地           | 210,779   |
| 39   | 北达科他州         | 190,983   |
| 40   | 特拉华州           | 168,493   |
| X    | 新墨西哥領地       | 160,282   |
| 41   | 蒙大拿州           | 142,924   |
| 42   | 爱达荷州           | 88,548    |
| X    | 亞利桑那領地       | 88,243    |
| 43   | 怀俄明州           | 62,555    |
| 44   | 内华达州           | 47,355    |
| X    | 阿拉斯加領地       | 32,052    |